# تل گاوی (دنا)
تل گاوی یک روستا در ایران است که در بخش مرکزی شهرستان دنا در استان کهگیلویه و بویراحمد واقع شده‌است.

## جمعیت
این روستا در دهستان دنا قرار دارد و براساس سرشماری مرکز آمار ایران در سال ۱۳۸۵، جمعیت آن ۱۱۸ نفر (۳۰ خانوار) بوده‌است.